# Mary Grace Canfield
Mary Grace Canfield (Rochester, Nueva York, 3 de septiembre de 1924 - Santa Bárbara, California, 15 de febrero de 2014) fue una actriz estadounidense que interpretó a menudo el papel de solterona.

## Primeros años y carrera
Mary Grace Canfield nació en Rochester, Nueva York. Fue la segunda hija de Hubert y Hildegard (nacida Jacobson) Canfield. Creció en Pittsford, Nueva York. Su hermana Constanza era dos años mayor.
Actuando sobre todo en pequeñas compañías de teatro y teatro regional, entre 1952 y 1964, apareció en varias obras de Broadway, aunque ninguna se mantuvo durante más de un mes. Sus créditos en Broadway incluyen "The Waltz of the Toreadors" y "The Frogs of Spring".
Su primera acreditación en la televisión fue en marzo de 1954, cuando interpretó a Frances en el episodio "Native Dancer" en Goodyear Playhouse. Después de hacer apariciones en televisión, interpretó a una ama de casa llamada Amanda Allison, en la comedia de ABC, The Hathaways durante la temporada 1961/62.

## Green Acres
Canfield obtuvo mayor notoriedad en su papel recurrente en la exitosa serie de comedia de la CBS, Green Acres. Apareció en más de 40 episodios de la serie durante las seis temporadas (1965-1971) que se mantuvo en antena.
Repitió el papel en la película de la TV de 1990, Return to Green Acres. Recordando el personaje Ralph en una entrevista de 2006, ella declaró: "Para ser recordado por Ralph como que me molesta -. Sólo en el sentido de que era tan fácil y poco exigente". Y añadió: "Se trata de ser conocido por algo fácil de hacer en lugar de algo que tanto nos ha costado conseguir".

## Muerte
Canfield, de 89 años de edad, murió de cáncer de pulmón el 15 de febrero de 2014, en Santa Bárbara, California.